# Marais de Gavoty - lac de Bonne Cougne - lac Redon
Marais de Gavoty - lac de Bonne Cougne - lac Redon este o arie protejată (sit de importanță comunitară — SCI) din Franța întinsă pe o suprafață de 83,33 ha, integral pe uscat.

## Localizare
Centrul sitului Marais de Gavoty - lac de Bonne Cougne - lac Redon este situat la coordonatele 43°20′36″N 6°14′13″E / 43.34333°N 6.23694°E.

## Înființare
Situl Marais de Gavoty - lac de Bonne Cougne - lac Redon a fost declarat arie specială de conservare în baza directivei 92/43 din 1992 referitoare la conservarea habitatelor naturale și a faunei și florei sălbatice pentru a proteja 6 specii de animale.

## Biodiversitate
Situată în ecoregiunea mediteraneană, aria protejată conține 6 habitate naturale: Lacuri eutrofice naturale cu vegetație de tip Magnopotamion sau Hydrocharition, Ape puternic oligomezotrofe cu vegetație bentonică cu Chara spp., Iazuri temporare mediteraneene, Păduri termofile cu Fraxinus angustifolia, Păduri de Quercus ilex și Quercus rotundifolia, Cursuri de apă de la nivel de câmpie la nivel montan, cu vegetație Ranunculion fluitantis și Callitricho-Batrachion.
La baza desemnării sitului se află mai multe specii protejate:
- mamifere (3): liliac cu urechi de șoarece (Myotis blythii), liliac comun (Myotis myotis), liliacul mic cu potcoavă (Rhinolophus hipposideros)
- nevertebrate (1): fluturele auriu (Euphydryas aurinia)
- reptile (2): țestoasa de baltă (Emys orbicularis), țestoasă bănățeană (Testudo hermanni)

Pe lângă speciile protejate, pe teritoriul sitului au mai fost identificate 6 specii de plante, 1 specie de păsări, 1 specie de amfibieni, 2 specii de nevertebrate.